# Пеория Чифс
«Пеория Чифс» (англ. Peoria Chiefs) — профессиональный бейсбольный клуб, базирующийся в Пеории в штате Иллинойс. Команда выступает в Западном дивизионе Лиги Среднего Запада, представляющей уровень Хай-А системы младших бейсбольных лиг. Домашние матчи «Чифс» проводят на стадионе «Дозер-парк», вмещающем 8500 зрителей. До 2002 года команда играла на поле «Вонакен-стэдиум», принадлежащем университету Брэдли.
Клуб был основан в 1983 году под названием «Пеория Санз», текущее название получил в 1984 году. Первые два сезона он входил в систему клуба «Калифорния Энджелс», затем был аффилирован с «Чикаго Кабс». С 2013 года клуб входит в структуру организации Главной лиги бейсбола «Сент-Луис Кардиналс».

## История
Клуб был основан в 1983 году после переезда в Пеорию команды «Данвилл Санз», входившей в фарм-систему «Калифорнии Энджелс». Первый сезон команда провела под прежним названием, затем его заменили на «Чифс», отражающее связь с коренным населением Северной Америки. Инициатором этого был владелец клуба Пит Вонакен. В 1985 году «Чифс» вошли в систему клуба Главной лиги бейсбола «Чикаго Кабс», а пост главного тренера занял Джо Мэддон. В 1994 году команда должна была войти в структуру «Бостон Ред Сокс», но сезон был сорван из-за забастовки игроков и сделку отменили.
В 1995 году «Чифс» стали партнёрами «Сент-Луис Кардиналс». Сотрудничество длилось в течение десяти лет. В этот период в составе команды играли будущие звёзды лиги Альберт Пухольс, Ядьер Молина, Коко Крисп, Пласидо Поланко и другие. В сезоне 1998 года под руководством Джеффа Ширмана «Чифс» вышли в плей-офф. В 2002 году команда одержала рекордные для себя 85 побед в регулярном чемпионате и выиграла чемпионский титул Лиги Среднего Запада.
В 2005 году «Чифс» вернулись в структуру «Чикаго Кабс». Новое сотрудничество команд длилось до 2012 года, когда в «Кабс» сделали выбор в пользу «Кейн Каунти Кугарс», территориально находившихся ближе к Чикаго. Новое соглашение о партнёрстве с «Кардиналс» было подписано в сентябре 2012 года. В 2018 году команда вышла в финал плей-офф Лиги Среднего Запада, где уступила «Боулинг-Грин Хот Родс». В последующие годы результаты «Чифс» ухудшились: в 2019 году команда потерпела 85 поражений, а сезон 2021 года завершила на последнем месте в реформированной лиге Хай-А Центр.

## Символика
После смены названия команды, логотип «Чифс» представлял собой стилизованное изображение индейца в традиционном головном уборе. С 1995 года этот же головной убор изображался на карикатурном бейсбольном мяче. Заметная смена символики произошла в 2002 году, когда команда переехала на новый стадион. Главной темой нового логотипа стало сотрудничество с «Сент-Луис Кардиналс». На эмблеме появилась красная птица, делающая взмах битой. К предыдущим символам клуба отсылала повязка с перьями у неё на голове.
В 2005 году «Чифс» начали сотрудничество с «Чикаго Кабс» и необходимость в связанных с «Кардиналс» символах отпала. Вместо возвращения к тематике коренного населения США, была выбрана новая концепция, призванная обыграть другое значение названия. Птицу на логотипе заменил далматинец в форме пожарного.
Существует альтернативная форма клуба с названием «Пеория Дистиллерс», являющаяся отсылкой к командам с таким названием, выступавшим в этом регионе в конце XIX века. С 2020 года Чифс участвуют в программе Copa de la Diversión, ориентированной на привлечение испаноязычной аудитории. В рамках этой программы команда выступает как «Эн эль-Рио-де-Пеория». Это название отражает экономическое и культурное значение, которое для Пеории имеет река Иллинойс.